# Mitridatita
La mitridatita és un mineral de la classe dels fosfats que pertany i dona nom al grup de la mitridatita. Va rebre el seu nom l'any 1914 per part de P. A. Dovoitxenko en honor del mont Mithridat, situat a la península de Kertx, on va ser descoberta.

## Característiques
La mitridatita és un fosfat de fórmula química Ca₂Fe3+
3O₂(PO₄)₃·3H₂O. Cristal·litza en el sistema monoclínic. Els cristalls són tenen rarament forma de pseudoromboedres tabulars prims, de fins a 2 mm, compostos de {100}, {001} i {423}; més comunament massius, en nòduls, filons i crostes. La seva duresa a l'escala de Mohs és 2,5.
Segons la classificació de Nickel-Strunz, la mitridatita pertany a «08.DH: Fosfats amb cations de mida mitjana i gran, (OH, etc.):RO₄ < 1:1» juntament amb els següents minerals: minyulita, leucofosfita, esfeniscidita, tinsleyita, jahnsita-(CaMnFe), jahnsita-(CaMnMg), jahnsita-(CaMnMn), keckita, rittmannita, whiteïta-(CaFeMg), whiteïta-(CaMnMg), whiteïta-(MnFeMg), jahnsita-(MnMnMn), kaluginita, jahnsita-(CaFeFe), jahnsita-(NaFeMg), jahnsita-(NaMnMg), jahnsita-(CaMgMg), manganosegelerita, overita, segelerita, wilhelmvierlingita, juonniïta, calcioferrita, kingsmountita, montgomeryita, zodacita, arseniosiderita, kolfanita, pararobertsita, robertsita, sailaufita, mantienneïta, paulkerrita, benyacarita, xantoxenita, mahnertita, andyrobertsita, calcioandyrobertsita, englishita i bouazzerita.

## Formació i jaciments
La mitridatita es troba sovint en forma de taques o crostes en minerals a prop de minerals de fosfat de ferro(II) oxidants, com ara trifilita i vivianita en pegmatites de granita; també pot ser un component de ciment o reemplaçament en fòssils en alguns sediments ferruginosos oolítics; també es forma en sòls fosfàtics. A més del mont Mithridat, la mitridatita també ha estat trobada en altres indrets de la península de Crimea i a Alemanya, l'Argentina, Austràlia, Bèlgica, el Brasil, el Canadà, Espanya, els Estats Units, Etiòpia, les Filipines, Finlàndia, França, Grècia, el Japó, Madagascar, el Marroc, Namíbia, Polònia, Portugal, el Regne Unit, la República Txeca, Romania, Ruanda, Rússia, Sud-àfrica, Suècia, Suïssa i Ucraïna. A Catalunya ha estat trobada a la pedrera del turó de Montcada, a Montcada i Reixac (Vallès Oriental, Barcelona), al cap de Creus (Alt Empordà, Girona) i al rierol de Vilella, a Bellver de Cerdanya (Cerdanya, Lleida).
Sol trobar-se associada a altres minerals com: trifilita, vivianita, rockbridgeïta, heterosita, hureaulita, fairfieldita, cyrilovita, jahnsita, col·linsita, apatita i hidròxids de ferro.